# روري ماي
روري ماي (بالإنجليزية: Rory May)‏ (25 نوفمبر 1984 بكوفنتري في المملكة المتحدة - ) هو لاعب كرة قدم بريطاني في مركز الهجوم. لعب مع نادي هاليفاكس تاون ونادي هدنسفورد تاون وSutton Coldfield Town F.C. ‏ ولينكولن سيتي أف سي ونادي تاموورث ونادي ووستر سيتي وBrackley Town F.C. ‏ ونادي سوليهول لكرة القدم ونادي موور غرين لكرة القدم وإف سي هاليفاكس تاون وRedditch United F.C. ‏ وستوربورت سويفتس ‏ وستراتفورد تاون ‏ وويلنهول تاون ‏.

## وصلات خارجية
- روري ماي على موقع قاعدة بيانات كرة القدم.إي يو (الإنجليزية)
- روري ماي على موقع Soccerbase.com (لاعب) (الإنجليزية)